# Ondřej Felcman
Ondřej Felcman (* 10. listopadu 1950, Vysoké Mýto) je český historik a vysokoškolský pedagog, zabývající se zejména obdobím pražského jara a dějinami Kladska.

## Životopis
Ondřej Felcman se narodil 10. listopadu 1950 ve Vysokém Mýtě. Roku 1976 vystudoval historii na Filozofické fakultě Univerzity Karlovy, o rok později získal titul PhDr.. Roku 1980 se stal kandidátem věd. V této době začal pracovat jako odborný pracovník v Ústavu československých a světových dějin Akademie věd. Také se zúčastnil několika studijních pobytů na Akademii Věd SSSR v Moskvě. Roku 1990 se stal docentem československých dějin, o deset let později i docentem českých dějin. V letech 1993 až 1994 pracoval jako ministerský rada při Ministerstvu obrany.
Od roku 1994 působil na Pedagogické fakultě Univerzity Hradec Králové. Po vzniku Ústavu historických věd (dnes Historický ústav) na téže univerzitě roku 1996 se stal jeho prvním ředitelem. Tuto funkci vykonával až do roku 2013, kdy jej vystřídal Jiří Hutečka. 23. června 2017 byl jmenován profesorem pro obor české a československé dějiny. V současnosti (listopad 2021) je členem vědecké rady FF UHK, hodnotitelem Národního akreditačního úřadu pro vysoké školství a hodnotitelem Rady vlády pro vědu a výzkum. Je taktéž spoluzakladatelem a předsedou redakční rady Východočeských listů historických.

## Dílo
Ondřej Felcman se zaměřuje na soudobé československé dějiny, období 1945 až 1948, československou reformu v letech 1968 až 1969, sociální a hospodářské dějiny poválečného období, dějiny Kladska, územní vývoj českého státu a jeho hranic, ale i na sociální dějiny pozdního středověku a raného novověku.